# Азиатская кунья акула
Азиатская кунья акула, или  японская кунья акула (Mustelus manazo) — широкораспространённый вид хрящевых рыб рода обыкновенных куньих акул семейства куньих акул отряда кархаринообразных. Обитает в западной части Тихого океана и Индийского океана. Размножается живорождением. Максимальная зафиксированная длина 135 см. Опасности для человека не представляет. Рацион состоит в основном из ракообразных. Мясо этих акул употребляют в пищу. Впервые вид научно описан в 1854 году.

## Ареал
Азиатские куньи акулы обитают в северо-западной и западной части Тихого океана у берегов южной Сибири (Россия), Японии, Кореи, Китая, включая Тайвань, и Вьетнама. В западной части Индийского океана этих акул обнаружили у побережья Кении. Они встречаются в тропических и умеренных водах на континентальном шельфе, на глубине от 1 до 360 м, предпочитают песчаное и илистое дно.

## Описание
У азиатских куньих акул короткая голова и стройное тело. Расстояние от кончика морды до основания грудных плавников составляет от 17 % до 21 % от общей длины тела. Морда вытянутая и тупая. Овальные крупные глаза вытянуты по горизонтали. По углам рта имеются губные борозды. Верхние борозды длиннее нижних. Рот довольно короткий, почти равен глазу, его длина составляет 2,5—3,7 % от длины тела. Тупые и плоские зубы асимметричны, с небольшим центральным остриём. Внутренняя поверхность рта покрыта щёчно-глоточными зубчиками. Расстояние между спинными плавниками составляет 19—23 % от длины тела. Грудные плавники среднего размера, длина переднего края составляет 11—15 %, а заднего края 7,5—14 % от общей длины соответственно. Длина переднего края брюшных плавников составляет 5,4—8,2 % от общей длины тела. Высота анального плавника равна 2,2—3,4 % от общей длины. Первый спинной плавник больше второго спинного плавника. Его основание расположено между основаниями грудных и брюшных плавников. Основание второго спинного плавника находится перед основанием анального плавника. Анальный плавник меньше обоих спинных плавников. У края верхней лопасти хвостового плавника имеется вентральная выемка. Хвостовой плавник вытянут почти горизонтально. Окрас серый или серо-коричневый. Спину покрывают белые пятнышки. Брюхо светлое.

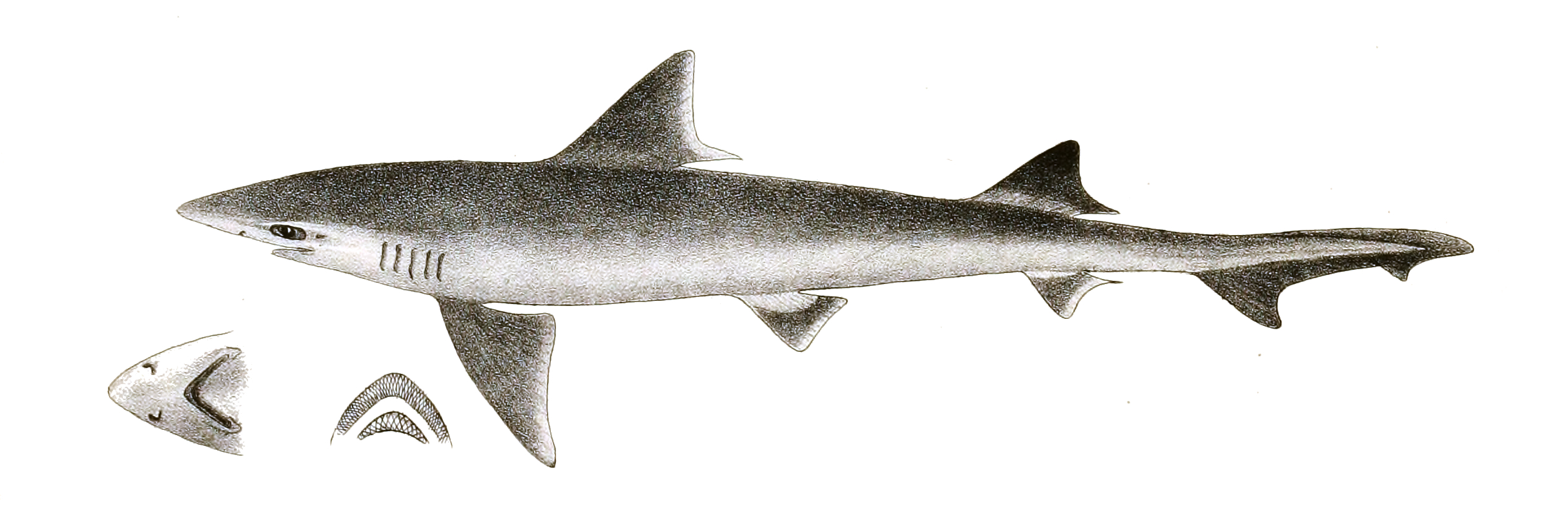

## Биология
Азиатские куньи акулы размножаются бесплацентарным живорождением. В помёте от 1 до 22 новорожденных, в среднем от 2 до 6. Беременность длится 10—12 месяцев. В северных районах своего ареала азиатские куньи акулы вырастают до больших размеров и живут дольше. Самки и самцы достигают половой зрелости при длине 59,2—97,4 см и 54,7—92 см, что соответствует возрасту 3—7 лет и 2—6 лет. Самцы достигают длины 70,7—104 см и живут в среднем 5—9 лет, а самки 86,5—135 см и 9—17 лет соответственно. Спаривание происходит с мая по июнь, а роды с апреля по июль. Рацион азиатских куньих акул в основном состоит из ракообразных.

## Взаимодействие с человеком
Не представляет опасности для человека. Мясо употребляют в пищу, кроме того, ценится печень. Азиатских куньих акул добывают с помощью глубоководных ярусов. Данных для оценки статуса сохранности вида недостаточно.